# Giải vô địch bóng đá U-19 nữ ASEAN
Giải vô địch bóng đá U-19 nữ ASEAN (tiếng Anh: ASEAN U-19 Women's Championship) là giải đấu bóng đá quốc tế dành cho các đội tuyển nữ quốc gia lứa tuổi dưới 19 của khu vực Đông Nam Á. Giải đấu được Liên đoàn bóng đá ASEAN tổ chức kể từ năm 2014 với quốc gia chủ nhà đầu tiên là Thái Lan, sau đó gián đoạn
và tổ chức trở lại trong các năm 2022 và 2023. Kể từ năm 2023, giải đấu được tổ chức hai năm một lần

## Kết quả
| Năm           | Chủ nhà   |            | Chung kết            | Chung kết  | Chung kết   |                      | Tranh hạng ba | Tranh hạng ba | Tranh hạng ba |
| Năm           | Chủ nhà   | Vô địch    | Tỷ số                | Á quân     | Hạng ba     | Tỷ số                | Hạng tư       |               |               |
| 2014 Chi tiết | Thái Lan  | · Thái Lan | 0–0 (s.h.p.) (5–3 p) | · Việt Nam | · Myanmar   | 5–0                  | · Singapore   |               |               |
| 2022 Chi tiết | Indonesia | · Úc       | 2–0                  | · Việt Nam | · Thái Lan  | 2–0                  | · Myanmar     |               |               |
| 2023 Chi tiết | Indonesia | · Thái Lan | 2–1                  | · Việt Nam | · Myanmar   | 1–1 (s.h.p.) (4–2 p) | · Indonesia   |               |               |
| 2025 Chi tiết | Việt Nam  | · Thái Lan | 3–1                  | · Việt Nam | · Indonesia | 0–0 (s.h.p.) (6–5 p) | · Myanmar     |               |               |

## Thành tích theo quốc gia
| Đội       | Vô địch               | Á quân                      | Hạng ba        | Hạng tư        |
| --------- | --------------------- | --------------------------- | -------------- | -------------- |
| Thái Lan  | 3 (2014, 2023), 2025) | –                           | 1 (2022)       | –              |
| Úc        | 1 (2022)              | –                           | –              | –              |
| Việt Nam  | –                     | 4 (2014, 2022, 2023), 2025) | –              | –              |
| Myanmar   | –                     | –                           | 2 (2014, 2023) | 2 (2022, 2025) |
| Indonesia | –                     | –                           | 1 (2025)       | 1 (2023)       |
| Singapore | –                     | –                           | –              | 1 (2014)       |

## Các đội tuyển tham dự
| Đội         | 2014 | 2022 | 2023 | 2025 | Tổng |
| ----------- | ---- | ---- | ---- | ---- | ---- |
| Úc          | ×    | 1st  | ×    | ×    | 1    |
| Campuchia   | ×    | VB   | VB   | VB   | 3    |
| Indonesia   | ×    | VB   | 4th  | 3rd  | 3    |
| Lào         | ×    | ×    | VB   | VB   | 2    |
| Malaysia    | ×    | VB   | VB   | ×    | 2    |
| Myanmar     | 3rd  | 4th  | 3rd  | 4th  | 3    |
| Philippines | ×    | VB   | VB   | VB   | 3    |
| Singapore   | 4th  | VB   | VB   | ×    | 3    |
| Thái Lan    | 1st  | 3rd  | 1st  | 1st  | 4    |
| Đông Timor  | VB   | ×    | VB   | VB   | 3    |
| Việt Nam    | 2nd  | 2nd  | 2nd  | 2nd  | 4    |

Chú thích
| - 1st — Vô địch - 2nd — Á quân - 3rd — Hạng ba - 4th — Hạng tư | - VB — Vòng bảng - q — Qualified for the current tournament - × — Không tham dự / Rút lui / Bị cấm - — Chủ nhà |

## Bảng xếp hạng tổng thể
Theo quy ước thống kê trong bóng đá, các trận đấu được quyết định trong hiệp phụ được tính như các trận thắng và thua, trong khi các trận đấu được quyết định bằng loạt sút luân lưu được tính là trận hòa. 
| Hạng | Đội         | TD | Tr | T  | H | B  | BT | BB | HS  | Đ  |
| ---- | ----------- | -- | -- | -- | - | -- | -- | -- | --- | -- |
| 1    | Thái Lan    | 4  | 20 | 15 | 1 | 2  | 84 | 7  | +77 | 46 |
| 2    | Việt Nam    | 4  | 20 | 14 | 2 | 4  | 84 | 10 | +74 | 41 |
| 3    | Myanmar     | 4  | 17 | 8  | 2 | 7  | 56 | 20 | +25 | 26 |
| 4    | Úc          | 1  | 5  | 5  | 0 | 0  | 17 | 1  | +16 | 15 |
| 5    | Indonesia   | 2  | 12 | 6  | 2 | 4  | 27 | 21 | +6  | 20 |
| 6    | Philippines | 2  | 5  | 0  | 0 | 5  | 3  | 17 | −14 | 0  |
| 7    | Malaysia    | 2  | 8  | 3  | 0 | 4  | 8  | 28 | −20 | 9  |
| 8    | Campuchia   | 2  | 10 | 2  | 2 | 6  | 5  | 28 | −23 | 8  |
| 9    | Singapore   | 3  | 11 | 1  | 1 | 9  | 5  | 62 | −57 | 4  |
| 10   | Lào         | 2  | 10 | 1  | 0 | 9  | 0  | 84 | −81 | 0  |
| 11   | Đông Timor  | 2  | 10 | 0  | 0 | 10 | 0  | 84 | −84 | 0  |